# Реакция Петрова — Кормера
Реакция Петро́ва — Ко́рмера — органическая химическая реакция ениновых и диениновых углеводородов с литийорганическими соединениями. При присоединении к винилалкилацетиленам радикал всегда идёт к незамещенному углеродному атому винильной группы (углеводородный радикал, производное этилена, в котором один из атомов водорода удалён), из чего следует, что свободный радикал всегда направляется к наименее замещённому атому. Присоединение алифатических соединений лития к винил-алкилацетиленам и винилалкенилацетиленам происходит в 1,4-положение.

## История
Реакция была открыта в ходе исследований, проводившихся с 1969 по 1978 годы ленинградскими химиками-органиками А. А. Петровым и В. А. Кормером.

## Использование
Данная реакция позволяет получать ранее труднодоступные алленовые углеводороды, а также их производные вследствие разработки нового метода синтеза литийалленов, то есть данная реакция открывает пути синтеза широкого класса алленовых углеводородов, аминов, кислот, фосфинов и спиртов.